# Parque Garza Roja
El Parque Cultural Garza Roja es un parque ubicado en el km. 37 del cantón Nobol, dentro de la Conurbación de Guayaquil. Lo dirige actualmente Ramón Sonnenholzner, quien es propietario del espacio.

## Características
El Parque Garza Roja cuenta con un área recreacional acuática, y un museo filosófico.

### Museo Phi

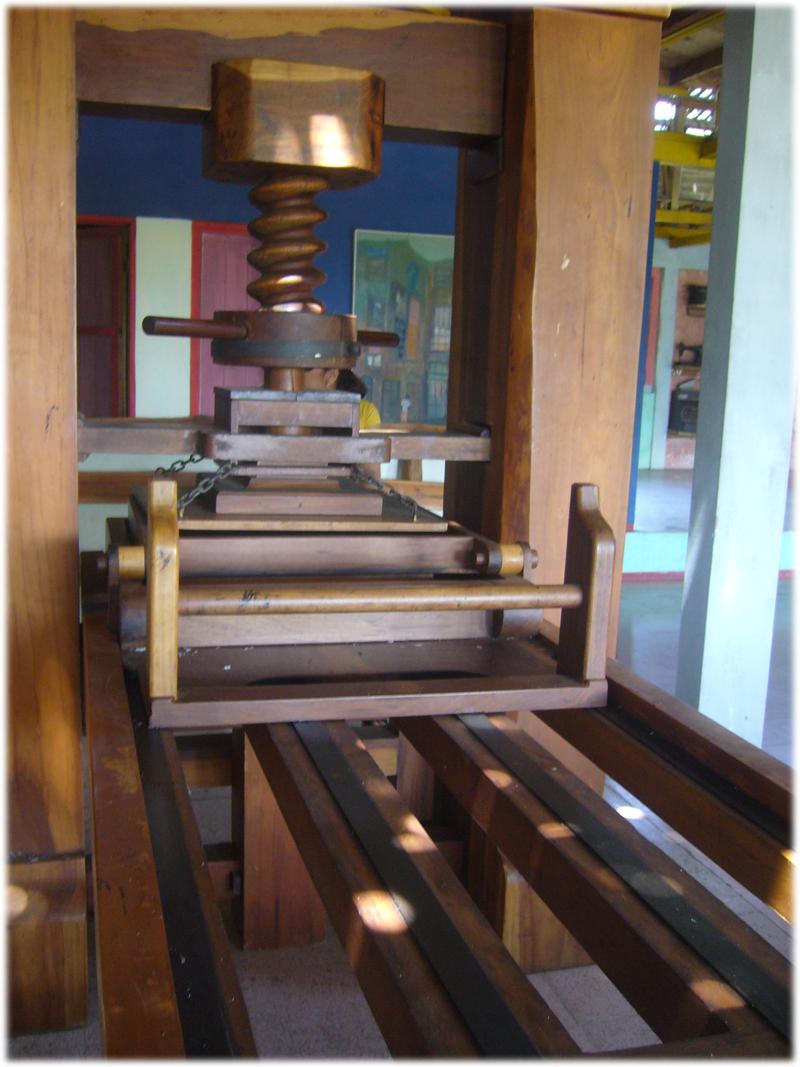
Recreación de la Imprenta en Museo Phi

El Museo Phi es un espacio de exposición de arte filosófico inaugurado el 28 de agosto de 2015, tras tres años de edificación dirigida por Ramón Sonnenholzner. Este espacio se halla dividido en tres salas. Este museo contiene más de 120 obras de arte.
La primera sala es denominada "Sala de las Religiones", que muestra visiones y música propia de cada religión. La segunda es el área dedicada a "Los Inventos de la Humanidad", con una recreación de la imprenta de Gutenberg, el primer aeroplano, entre otros. Finalmente, el tercer espacio es el "Área de los Bichos", con animales como la tarántula, ciempiés y otros tallados en madera.

### Capilla del Grabador
En la Capilla del Grabador se exhiben cien grabados en la muestra "Huellas guayacas", con piezas de las culturas egipcia, grecorromana, y las nacionales Jama-Coaque y Tolita.

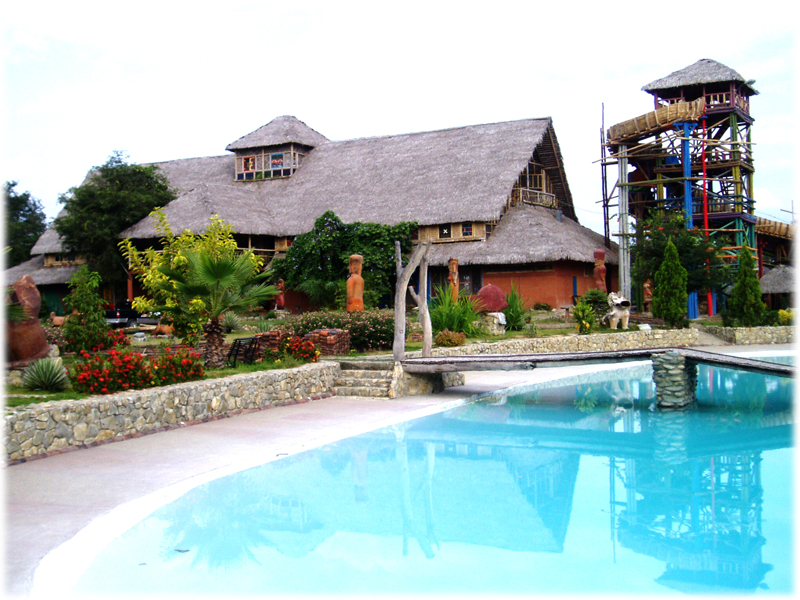
Espacio acuático de Garza Roja